# Nərimankənd (Gədəbəy)
Nərimankənd è un comune dell'Azerbaigian situato nel distretto di Gədəbəy. Conta una popolazione di 892 abitanti.